# Dylan Matzke
Dylan Matzke (* 6. Mai 1999) ist ein US-amerikanischer ehemaliger Kinderdarsteller.

## Leben
Im Alter von sechs Jahren spielte Matzke in Schul- und Kindertheaterstücken mit und fand so zur Schauspielerei. Zwei Jahre später folgten erste Engagements als Darsteller in Werbespots unter anderen für Starz, Quiznos, Dish Network oder Reebok. Erste breitere, öffentliche Wahrnehmung erfuhr er, als er 2009 im Musikvideo zum Lied A Looking in View der Musikgruppe Alice in Chains mitspielte. Im selben Jahr übernahm er eine Episodenrolle in der Fernsehserie Criminal Minds. Im Folgejahr wirkte er im Kurzfilm Seasons mit. Außerdem übernahm er im Fernsehfilm How to Be a Better American die Rolle des Martin Webb. 2011 gehörte er durch seine Rolle des Rudy Miller zur Hauptbesetzung des Fernsehfilms Snowmageddon – Hölle aus Eis und Feuer. 2012 spielte er in Little Red Wagon die Rolle des Jim Craig. Zuletzt war er 2016 in einer Nebenrolle im Film A Remarkable Life zu sehen. 

## Filmografie (Auswahl)
- 2009: Criminal Minds (Fernsehserie, Episode 5x08)
- 2010: Seasons (Kurzfilm)
- 2010: How to Be a Better American (Fernsehfilm)
- 2011: Snowmageddon – Hölle aus Eis und Feuer (Snowmageddon, Fernsehfilm)
- 2012: Little Red Wagon
- 2016: A Remarkable Life